# Palorchestidae
Palorchestidae — родина ссавців з когорти сумчастих (Marsupialia). Ця родина дуже схожа на родину Diprotodontidae і деякий час навіть входила у склад останньої. Отже, як і Diprotodontidae, вони дожили до пізнього плейстоцену, коли найвідоміший рід Palorchestes  був розміром з коня. Тим не менш, Palorchestidae дійсно відрізняються від Diprotodontidae в деталях зубних рядів, а також в структурі областей вух, в яких вони більше нагадують вомбатів. Дуже великі, потужні кігті як правило, розвинуті на передніх кінцівках пропонують раціон з бульб і коріння, а в пізніших формах, таких як Palorchestes морда витягнута таким чином, що це дозволяє припустити, що на ній був короткий мобільний хоботок.

## Список родів та видів
- Propalorchestes (Murray, 1986)
  - Propalorchestes novaculocephalus (Murray, 1986)
  - Propalorchestes ponticulus (Murray, 1990)
- Ngapakaldia (Stirton, 1967)
  - Ngapakaldia bonythoni (Stirton, 1967)
  - Ngapakaldia tedfordi (Stirton, 1967)
- Palorchestes (Owen, 1873)
  - Palorchestes anulus (Black 1997)
  - Palorchestes azeal (Owen, 1873)
  - Palorchestes painei (Woodburne, 1967)
  - Palorchestes selestiae (Mackness, 1995)
- Pitikantia (Stirton, 1967)
  - Pitikantia dailyi (Stirton, 1967)